# Gádor (kommun)
Gádor är en kommun i Spanien.   Den ligger i provinsen Provincia de Almería och regionen Andalusien, i den södra delen av landet, 400 km söder om huvudstaden Madrid. Antalet invånare är 3 241. Arean är 88 kvadratkilometer. Gádor gränsar till Almería.
Terrängen i Gádor är huvudsakligen kuperad, men den allra närmaste omgivningen är platt.